# Macouria
Macouria es una comuna ubicada en la costa central de la Guayana Francesa. Tiene una población estimada, en 2019, de 16 219 habitantes.